# David Guetta/Diskografie
Diese Diskografie ist eine Übersicht über die musikalischen Werke des französischen DJs David Guetta. Den Quellenangaben und Schallplattenauszeichnungen zufolge hat er bisher mehr als 153,2 Millionen Tonträger verkauft, davon allein in Deutschland über 14,4 Millionen – womit er zu den Interpreten mit den meisten verkauften Tonträgern in Deutschland zählt. Seine erfolgreichste Veröffentlichung ist die Autorenbeteiligung / Produktion I Gotta Feeling mit mehr als 17,4 Millionen verkauften Einheiten. Diese verkaufte sich alleine in Deutschland über 1,2 Millionen Mal und zählt zu einer der meistverkauften Singles des Landes der 2000er-Jahre.

## Alben

### Studioalben
| Jahr | Titel Musiklabel                          | Höchstplatzierung, Gesamtwochen, AuszeichnungChartplatzierungen (Jahr, Titel, Musiklabel, Platzierungen, Wochen, Auszeichnungen, Anmerkungen) | Höchstplatzierung, Gesamtwochen, AuszeichnungChartplatzierungen (Jahr, Titel, Musiklabel, Platzierungen, Wochen, Auszeichnungen, Anmerkungen) | Höchstplatzierung, Gesamtwochen, AuszeichnungChartplatzierungen (Jahr, Titel, Musiklabel, Platzierungen, Wochen, Auszeichnungen, Anmerkungen) | Höchstplatzierung, Gesamtwochen, AuszeichnungChartplatzierungen (Jahr, Titel, Musiklabel, Platzierungen, Wochen, Auszeichnungen, Anmerkungen) | Höchstplatzierung, Gesamtwochen, AuszeichnungChartplatzierungen (Jahr, Titel, Musiklabel, Platzierungen, Wochen, Auszeichnungen, Anmerkungen) | Höchstplatzierung, Gesamtwochen, AuszeichnungChartplatzierungen (Jahr, Titel, Musiklabel, Platzierungen, Wochen, Auszeichnungen, Anmerkungen) | Anmerkungen                                                   |
| Jahr | Titel Musiklabel                          | DE | AT | CH | UK | US | FR | Anmerkungen                                                   |
| ---- | ----------------------------------------- | --- | --- | --- | --- | --- | --- | ------------------------------------------------------------- |
| 2002 | Just a Little More Love Gum Records (EMI) | — | — | CH17 (18 Wo.)CH | — | — | FR6 ×2Doppelgold · (31 Wo.)FR | Erstveröffentlichung: 15. Juni 2002 Verkäufe: + 250.000       |
| 2004 | Guetta Blaster Gum Records (EMI)          | — | — | CH45 (12 Wo.)CH | — | — | FR11 (69 Wo.)FR | Erstveröffentlichung: 13. Juni 2004 Verkäufe: + 50.000        |
| 2007 | Pop Life Gum Records (EMI)                | — | AT31 (11 Wo.)AT | CH8 Platin · (43 Wo.)CH | UK44 (2 Wo.)UK | — | FR2 (76 Wo.)FR | Erstveröffentlichung: 3. Juni 2007 Verkäufe: + 265.000        |
| 2009 | One Love Gum Records (EMI)                | DE2 ×5Fünffachgold · (… Wo.)DE | AT3 ×2Doppelplatin · (107 Wo.)AT | CH2 ×2Doppelplatin · (123 Wo.)CH | UK2 ×3Dreifachplatin · (92 Wo.)UK | US70 (13 Wo.)US | FR1 Diamant · (138 Wo.)FR | Erstveröffentlichung: 24. August 2009 Verkäufe: + 3.000.000   |
| 2011 | Nothing but the Beat What a Music (EMI)   | DE1 ×3Dreifachplatin · (… Wo.)DE | AT1 ×2Doppelplatin · (18 Wo.)AT | CH1 Platin · (110 Wo.)CH | UK2 ×3Dreifachplatin · (106 Wo.)UK | US5 Gold · (74 Wo.)US | FR1 Diamant · (94 Wo.)FR | Erstveröffentlichung: 26. August 2011 Verkäufe: + 3.387.644   |
| 2014 | Listen What a Music (WMG)                 | DE3 Platin · (41 Wo.)DE | AT3 Gold · (29 Wo.)AT | CH2 Platin · (70 Wo.)CH | UK8 Platin · (48 Wo.)UK | US4 Gold · (54 Wo.)US | FR3 ×2Doppelplatin · (96 Wo.)FR | Erstveröffentlichung: 21. November 2014 Verkäufe: + 1.603.500 |
| 2018 | 7 What a Music (WMG)                      | DE7 (7 Wo.)DE | AT7 (5 Wo.)AT | CH2 (11 Wo.)CH | UK9 Gold · (31 Wo.)UK | US37 Gold · (6 Wo.)US | FR4 Platin · (97 Wo.)FR | Erstveröffentlichung: 14. September 2018 Verkäufe: + 837.500  |

### Kompilationen
| Jahr | Titel Musiklabel                  | Höchstplatzierung, Gesamtwochen, AuszeichnungChartplatzierungen (Jahr, Titel, Musiklabel, Platzierungen, Wochen, Auszeichnungen, Anmerkungen) | Höchstplatzierung, Gesamtwochen, AuszeichnungChartplatzierungen (Jahr, Titel, Musiklabel, Platzierungen, Wochen, Auszeichnungen, Anmerkungen) | Höchstplatzierung, Gesamtwochen, AuszeichnungChartplatzierungen (Jahr, Titel, Musiklabel, Platzierungen, Wochen, Auszeichnungen, Anmerkungen) | Höchstplatzierung, Gesamtwochen, AuszeichnungChartplatzierungen (Jahr, Titel, Musiklabel, Platzierungen, Wochen, Auszeichnungen, Anmerkungen) | Höchstplatzierung, Gesamtwochen, AuszeichnungChartplatzierungen (Jahr, Titel, Musiklabel, Platzierungen, Wochen, Auszeichnungen, Anmerkungen) | Höchstplatzierung, Gesamtwochen, AuszeichnungChartplatzierungen (Jahr, Titel, Musiklabel, Platzierungen, Wochen, Auszeichnungen, Anmerkungen) | Anmerkungen                                                |
| Jahr | Titel Musiklabel                  | DE | AT | CH | UK | US | FR | Anmerkungen                                                |
| ---- | --------------------------------- | --- | --- | --- | --- | --- | --- | ---------------------------------------------------------- |
| 2023 | New Year’s Eve Party Warner Music | — | — | — | — | — | — | Erstveröffentlichung: 15. Dezember 2023 Verkäufe: + 50.000 |

### EPs
| Jahr | Titel Musiklabel                                              | Höchstplatzierung, Gesamtwochen, AuszeichnungChartplatzierungen (Jahr, Titel, Musiklabel, Platzierungen, Wochen, Auszeichnungen, Anmerkungen) | Höchstplatzierung, Gesamtwochen, AuszeichnungChartplatzierungen (Jahr, Titel, Musiklabel, Platzierungen, Wochen, Auszeichnungen, Anmerkungen) | Höchstplatzierung, Gesamtwochen, AuszeichnungChartplatzierungen (Jahr, Titel, Musiklabel, Platzierungen, Wochen, Auszeichnungen, Anmerkungen) | Höchstplatzierung, Gesamtwochen, AuszeichnungChartplatzierungen (Jahr, Titel, Musiklabel, Platzierungen, Wochen, Auszeichnungen, Anmerkungen) | Höchstplatzierung, Gesamtwochen, AuszeichnungChartplatzierungen (Jahr, Titel, Musiklabel, Platzierungen, Wochen, Auszeichnungen, Anmerkungen) | Höchstplatzierung, Gesamtwochen, AuszeichnungChartplatzierungen (Jahr, Titel, Musiklabel, Platzierungen, Wochen, Auszeichnungen, Anmerkungen) | Anmerkungen |
| Jahr | Titel Musiklabel                                              | DE | AT | CH | UK | US | FR | Anmerkungen |
| ---- | ------------------------------------------------------------- | --- | --- | --- | --- | --- | --- | --- |
| 2010 | One More Love Gum Records (EMI)                               | DE*DE | AT*AT | CH99 (1 Wo.)CH | UK*UK | US113 (1 Wo.)US | FR80 (3 Wo.)FR | Erweiterte Version von One Love mit 12 zusätzlichen Tracks Erstveröffentlichung: 26. November 2010 in CH erst 2024 in den Charts Verkäufe: + 20.000 * wird zusammen mit One Love gewertet |
| 2011 | Nothing but the Beat: The Electronic Album What a Music (EMI) | DE*DE | AT*AT | CH*CH | UK*UK | US163 (1 Wo.)US | — | Erstveröffentlichung: 26. März 2012 * EP wird zusammen mit Nothing but the Beat gewertet                                                                                                  |
| 2012 | Nothing but the Beat 2.0 What a Music (EMI)                   | DE*DE | AT49 (5 Wo.)AT | CH39 (… Wo.)CH | UK13 Platin · (11 Wo.)UK | — | FR35 (1 Wo.)FR | Erstveröffentlichung: 7. September 2012 * EP wird zusammen mit Nothing but the Beat gewertet                                                                                              |
| 2015 | Listen Again What a Music (WMG)                               | DE*DE | AT*AT | CH*CH | UK*UK | US*US | FR*FR | Erstveröffentlichung: 27. November 2015 * EP wird zusammen mit Listen gewertet |
| 2020 | New Wave Parlophone (WMG)                                     | — | — | — | — | — | — | Erstveröffentlichung: 17. Juli 2020 mit Morten |
| 2022 | Episode 2 Futurerave (Spinnin’ Records)                       | — | — | — | — | — | — | Erstveröffentlichung: 4. November 2022 mit Morten |
| 2023 | I’m Good (Blue) – The Complete Collection Parlophone (WMG)    | DE*DE | AT*AT | CH*CH | UK*UK | US*US | FR*FR | Erstveröffentlichung: 17. Januar 2023 mit Bebe Rexha; * EP wird zusammen mit I’m Good (Blue) gewertet                                                                                     |

## Singles

### Als Leadmusiker
| Jahr | Titel Album                                                                  | Höchstplatzierung, Gesamtwochen, AuszeichnungChartplatzierungen (Jahr, Titel, Album, Platzierungen, Wochen, Auszeichnungen, Anmerkungen) | Höchstplatzierung, Gesamtwochen, AuszeichnungChartplatzierungen (Jahr, Titel, Album, Platzierungen, Wochen, Auszeichnungen, Anmerkungen) | Höchstplatzierung, Gesamtwochen, AuszeichnungChartplatzierungen (Jahr, Titel, Album, Platzierungen, Wochen, Auszeichnungen, Anmerkungen) | Höchstplatzierung, Gesamtwochen, AuszeichnungChartplatzierungen (Jahr, Titel, Album, Platzierungen, Wochen, Auszeichnungen, Anmerkungen) | Höchstplatzierung, Gesamtwochen, AuszeichnungChartplatzierungen (Jahr, Titel, Album, Platzierungen, Wochen, Auszeichnungen, Anmerkungen) | Höchstplatzierung, Gesamtwochen, AuszeichnungChartplatzierungen (Jahr, Titel, Album, Platzierungen, Wochen, Auszeichnungen, Anmerkungen) | Anmerkungen |
| Jahr | Titel Album                                                                  | DE | AT | CH | UK | US | FR | Anmerkungen |
| --- | ---------------------------------------------------------------------------- | --- | --- | --- | --- | --- | --- | --- |
| 1990 | Nation Rap –                                                                 | — | — | — | — | — | — | Erstveröffentlichung: 1990 feat. Sidney |
| 1994 | Up and Away –                                                                | — | — | — | — | — | — | Erstveröffentlichung: 1. Januar 1994 feat. Robert Owens |
| 2001 | Just a Little More Love                                                      | — | — | CH59 (11 Wo.)CH | UK19 (5 Wo.)UK | — | FR29 (28 Wo.)FR | Erstveröffentlichung: 21. Juli 2001 feat. Chris Willis |
| 2002 | Love Don’t Let Me Go Just a Little More Love                                 | — | — | CH13 (36 Wo.)CH | UK46 Silber · (2 Wo.)UK | — | FR4 Gold · (35 Wo.)FR | Erstveröffentlichung: 2. März 2002 feat. Chris Willis |
| 2002 | People Come, People Go Just a Little More Love                               | — | — | CH54 (7 Wo.)CH | — | — | FR42 (17 Wo.)FR | Erstveröffentlichung: 14. September 2002 feat. Chris Willis |
| 2003 | Just for One Day (Heroes) Fuck Me I’m Famous                                 | — | — | — | UK73 (2 Wo.)UK | — | FR54 (8 Wo.)FR | Erstveröffentlichung: 6. Juli 2003 vs. Bowie |
| 2003 | Give Me Something Just a Little More Love                                    | — | — | — | — | — | — | Erstveröffentlichung: 14. November 2003 feat. Barbara Tucker |
| 2004 | Money Guetta Blaster                                                         | — | — | CH52 (12 Wo.)CH | — | — | FR63 (11 Wo.)FR | Erstveröffentlichung: 30. Mai 2004 feat. Chris Willis & Moné |
| 2004 | Stay Guetta Blaster                                                          | — | — | CH52 (5 Wo.)CH | — | — | FR18 (20 Wo.)FR | Erstveröffentlichung: 5. September 2004 feat. Chris Willis |
| 2005 | The World Is Mine Guetta Blaster                                             | — | — | CH40 (13 Wo.)CH | UK49 (2 Wo.)UK | — | FR16 (19 Wo.)FR | Erstveröffentlichung: 27. Februar 2005 feat. JD Davis |
| 2005 | In Love with Myself Guetta Blaster                                           | — | — | CH46 (11 Wo.)CH | — | — | — | Erstveröffentlichung: 25. Dezember 2005 feat. JD Davis |
| 2006 | Love Don’t Let Me Go (Walking Away) –                                        | DE50 (9 Wo.)DE | AT74 (1 Wo.)AT | CH19 (20 Wo.)CH | UK3 Silber · (22 Wo.)UK | — | FR11 (27 Wo.)FR | Erstveröffentlichung: 13. August 2006 Verkäufe: + 150.000; vs. The Egg feat. Chris Willis                                                                             |
| 2007 | Love Is Gone Pop Life                                                        | DE36 (26 Wo.)DE | AT15 Gold · (42 Wo.)AT | CH11 Gold · (75 Wo.)CH | UK9 Silber · (15 Wo.)UK | US98 (1 Wo.)US | FR3 Silber · (43 Wo.)FR | Erstveröffentlichung: 5. März 2007 Verkäufe: + 330.000; feat. Chris Willis                                                                                            |
| 2007 | Baby When the Light Pop Life                                                 | DE59 (9 Wo.)DE | AT62 (3 Wo.)AT | CH25 (40 Wo.)CH | UK50 (11 Wo.)UK | — | FR6 Gold · (34 Wo.)FR | Erstveröffentlichung: 18. September 2007 Verkäufe: + 50.000; feat. Cozi                                                                                               |
| 2008 | Delirious Pop Life                                                           | DE59 (9 Wo.)DE | AT27 (23 Wo.)AT | CH16 (33 Wo.)CH | — | — | FR16 (31 Wo.)FR | Erstveröffentlichung: 15. Februar 2008 feat. Tara McDonald |
| 2008 | Tomorrow Can Wait Pop Life                                                   | DE56 (7 Wo.)DE | AT47 (7 Wo.)AT | CH43 (11 Wo.)CH | UK84 (1 Wo.)UK | — | FR7 (49 Wo.)FR | Erstveröffentlichung: 5. Juli 2008 feat. Tocadisco & Chris Willis |
| 2009 | Everytime We Touch Pop Life                                                  | — | — | CH97 (1 Wo.)CH | UK68 (1 Wo.)UK | — | — | Erstveröffentlichung: 25. Januar 2009 mit Chris Willis, Steve Angello & Sebastian Ingrosso                                                                            |
| 2009 | When Love Takes Over One Love                                                | DE2 Platin · (41 Wo.)DE | AT3 ×2Doppelplatin · (40 Wo.)AT | CH1 Platin · (55 Wo.)CH | UK1 ×2Doppelplatin · (30 Wo.)UK | US76 (9 Wo.)US | FR2 Gold · (39 Wo.)FR | Erstveröffentlichung: 10. Mai 2009 Verkäufe: + 5.500.000; feat. Kelly Rowland                                                                                         |
| 2009 | Sexy Bitch / Sexy Chick One Love                                             | DE1 Platin · (60 Wo.)DE | AT1 Platin · (55 Wo.)AT | CH2 ×4Vierfachplatin · (77 Wo.)CH | UK1 ×3Dreifachplatin · (40 Wo.)UK | US5 ×3Dreifachplatin · (40 Wo.)US | FR2 Diamant · (… Wo.)FR | Erstveröffentlichung: 24. Juli 2009 Verkäufe: + 7.320.960; feat. Akon                                                                                                 |
| 2009 | How Soon Is Now One Love (Club Version)                                      | — | — | — | — | — | — | Erstveröffentlichung: 12. August 2009 Sebastian Ingrosso & Dirty South feat. Julie McKnight                                                                           |
| 2009 | Grrrr One Love (Club Version)                                                | — | — | — | — | — | — | Erstveröffentlichung: 6. Oktober 2009 |
| 2009 | One Love                                                                     | DE18 (25 Wo.)DE | AT20 (14 Wo.)AT | CH48 (8 Wo.)CH | UK46 (6 Wo.)UK | — | — | Erstveröffentlichung: 23. November 2009 feat. Estelle |
| 2010 | Memories One Love                                                            | DE6 ×3Dreifachplatin · (71 Wo.)DE | AT2 ×2Doppelplatin · (50 Wo.)AT | CH7 (80 Wo.)CH | UK15 ×2Doppelplatin · (28 Wo.)UK | US46 Platin · (18 Wo.)US | FR5 Gold · (103 Wo.)FR | Erstveröffentlichung: 29. März 2010 Verkäufe: + 4.095.000; feat. Kid Cudi                                                                                             |
| 2010 | Gettin’ Over You One More Love                                               | DE15 Gold · (30 Wo.)DE | AT4 Gold · (32 Wo.)AT | CH11 (24 Wo.)CH | UK1 Platin · (20 Wo.)UK | US31 (20 Wo.)US | FR1 (35 Wo.)FR | Erstveröffentlichung: 12. April 2010 Verkäufe: + 1.127.600; mit Chris Willis feat. Fergie & LMFAO                                                                     |
| 2010 | Who’s That Chick? One More Love                                              | DE6 Gold · (38 Wo.)DE | AT4 Gold · (27 Wo.)AT | CH8 (33 Wo.)CH | UK6 Platin · (36 Wo.)UK | US51 (9 Wo.)US | FR5 (28 Wo.)FR | Erstveröffentlichung: 26. November 2010 Verkäufe: + 1.213.083; feat. Rihanna                                                                                          |
| 2011 | Where Them Girls At Nothing but the Beat                                     | DE5 ×3Dreifachgold · (31 Wo.)DE | AT3 Gold · (31 Wo.)AT | CH3 Platin · (20 Wo.)CH | UK3 ×2Doppelplatin · (26 Wo.)UK | US14 Platin · (20 Wo.)US | FR4 (35 Wo.)FR | Erstveröffentlichung: 2. Mai 2011 Verkäufe: + 3.726.500; feat. Flo Rida & Nicki Minaj                                                                                 |
| 2011 | Little Bad Girl Nothing but the Beat                                         | DE5 Gold · (30 Wo.)DE | AT5 Gold · (20 Wo.)AT | CH7 Gold · (25 Wo.)CH | UK4 Gold · (17 Wo.)UK | US70 (1 Wo.)US | FR3 (32 Wo.)FR | Erstveröffentlichung: 22. Juni 2011 Verkäufe: + 747.900; feat. Taio Cruz & Ludacris                                                                                   |
| 2011 | Without You Nothing but the Beat                                             | DE7 Gold · (37 Wo.)DE | AT5 Gold · (29 Wo.)AT | CH3 Platin · (30 Wo.)CH | UK6 Platin · (38 Wo.)UK | US4 ×2Doppelplatin · (30 Wo.)US | FR6 (55 Wo.)FR | Erstveröffentlichung: 27. September 2011 Verkäufe: + 4.437.900; feat. Usher                                                                                           |
| 2011 | Titanium Nothing But the Beat                                                | DE5 ×2Doppelplatin · (49 Wo.)DE | AT3 Platin · (45 Wo.)AT | CH9 ×2Doppelplatin · (… Wo.)CH | UK1 ×5Fünffachplatin · (87 Wo.)UK | US7 ×5Fünffachplatin · (33 Wo.)US | FR3 Gold · (149 Wo.)FR | Erstveröffentlichung: 9. Dezember 2011 Verkäufe: + 10.606.434; feat. Sia                                                                                              |
| 2011 | Turn Me On Nothing but the Beat                                              | DE6 Gold · (32 Wo.)DE | AT5 Gold · (24 Wo.)AT | CH6 ×2Doppelplatin · (22 Wo.)CH | UK8 Platin · (32 Wo.)UK | US4 ×2Doppelplatin · (27 Wo.)US | FR10 (49 Wo.)FR | Erstveröffentlichung: 13. Dezember 2011 Verkäufe: + 4.027.800; feat. Nicki Minaj                                                                                      |
| 2012 | I Can Only Imagine Nothing but the Beat                                      | DE32 (9 Wo.)DE | AT17 (8 Wo.)AT | CH15 (4 Wo.)CH | UK18 (8 Wo.)UK | US44 (14 Wo.)US | FR40 (23 Wo.)FR | Erstveröffentlichung: 23. April 2012 Verkäufe: + 35.000; feat. Chris Brown & Lil Wayne                                                                                |
| 2012 | She Wolf (Falling to Pieces) Nothing but the Beat 2.0                        | DE3 Gold · (32 Wo.)DE | AT3 Gold · (27 Wo.)AT | CH4 Platin · (38 Wo.)CH | UK8 Platin · (17 Wo.)UK | — | FR4 Gold · (42 Wo.)FR | Erstveröffentlichung: 24. August 2012 Verkäufe: + 1.183.200; feat. Sia                                                                                                |
| 2012 | Just One Last Time Nothing But the Beat 2.0                                  | DE45 (3 Wo.)DE | AT31 (3 Wo.)AT | CH44 (5 Wo.)CH | UK20 (9 Wo.)UK | — | FR14 (24 Wo.)FR | Erstveröffentlichung: 16. November 2012 Verkäufe: + 22.500; feat. Taped Rai                                                                                           |
| 2013 | Play Hard Nothing but the Beat 2.0                                           | DE8 Platin · (39 Wo.)DE | AT10 Gold · (31 Wo.)AT | CH3 Gold · (35 Wo.)CH | UK6 Platin · (29 Wo.)UK | US64 (9 Wo.)US | FR7 Gold · (39 Wo.)FR | Erstveröffentlichung: 15. März 2013 Verkäufe: + 1.305.800; feat. Ne-Yo & Akon                                                                                         |
| 2013 | Ain’t a Party Cathy & David Guetta Present FMIF! Ibiza Mix 2013              | DE46 (1 Wo.)DE | AT30 (2 Wo.)AT | CH57 (1 Wo.)CH | — | — | FR45 (13 Wo.)FR | Erstveröffentlichung: 17. Juni 2013 mit GlowInTheDark feat. Harrison                                                                                                  |
| 2014 | Shot Me Down Listen                                                          | DE13 Gold · (29 Wo.)DE | AT9 Gold · (25 Wo.)AT | CH6 Gold · (28 Wo.)CH | UK4 Gold · (10 Wo.)UK | — | FR6 (38 Wo.)FR | Erstveröffentlichung: 20. Januar 2014 Verkäufe: + 1.001.400; feat. Skylar Grey                                                                                        |
| 2014 | Bad Listen                                                                   | DE19 (38 Wo.)DE | AT15 (27 Wo.)AT | CH28 (24 Wo.)CH | UK22 Gold · (24 Wo.)UK | US— PlatinUS | FR6 Gold · (32 Wo.)FR | Erstveröffentlichung: 4. April 2014 Verkäufe: + 1.984.200; mit Showtek feat. Vassy                                                                                    |
| 2014 | Blast Off Fast & Furious 7 (O.S.T.) / Listen Again                           | — | — | — | — | — | FR33 Gold · (9 Wo.)FR | Erstveröffentlichung: 9. Juni 2014 mit Kaz James |
| 2014 | Lovers on the Sun Listen                                                     | DE1 Platin · (29 Wo.)DE | AT1 Gold · (19 Wo.)AT | CH2 Platin · (28 Wo.)CH | UK1 Platin · (19 Wo.)UK | — | FR5 (33 Wo.)FR | Erstveröffentlichung: 30. Juni 2014 Verkäufe: + 1.426.800; feat. Sam Martin                                                                                           |
| 2014 | Dangerous Listen                                                             | DE1 ×3Dreifachgold · (34 Wo.)DE | AT1 Gold · (23 Wo.)AT | CH1 Platin · (28 Wo.)CH | UK5 Platin · (25 Wo.)UK | US56 Platin · (15 Wo.)US | FR1 (58 Wo.)FR | Erstveröffentlichung: 5. Oktober 2014 Verkäufe: + 2.892.200; feat. Sam Martin                                                                                         |
| 2014 | What I Did for Love Listen                                                   | DE16 Gold · (23 Wo.)DE | AT10 (16 Wo.)AT | CH37 (10 Wo.)CH | UK6 Platin · (23 Wo.)UK | — | FR30 (24 Wo.)FR | Erstveröffentlichung: 22. November 2014 Verkäufe: + 880.000; feat. Emeli Sandé                                                                                        |
| 2014 | Hey Mama Listen                                                              | DE9 Platin · (42 Wo.)DE | AT5 Gold · (28 Wo.)AT | CH10 Platin · (30 Wo.)CH | UK9 Platin · (25 Wo.)UK | US8 ×4Vierfachplatin · (24 Wo.)US | FR6 (53 Wo.)FR | Erstveröffentlichung: 8. Dezember 2014 Verkäufe: + 6.124.900; feat. Nicki Minaj, Bebe Rexha & Afrojack                                                                |
| 2015 | Dangerous Part II –                                                          | — | — | — | — | — | — | Erstveröffentlichung: 9. Januar 2015 feat. Trey Songz, Chris Brown & Sam Martin                                                                                       |
| 2015 | Sun Goes Down Listen                                                         | DE67 (5 Wo.)DE | — | — | — | — | FR37 (16 Wo.)FR | Erstveröffentlichung: 31. Juli 2015 mit Showtek feat. Magic! & Sonny Wilson                                                                                           |
| 2015 | Bang My Head Listen Again                                                    | DE24 Gold · (26 Wo.)DE | AT16 (20 Wo.)AT | CH18 Gold · (29 Wo.)CH | UK18 Platin · (30 Wo.)UK | US76 Gold · (6 Wo.)US | FR3 Diamant · (45 Wo.)FR | Erstveröffentlichung: 30. Oktober 2015 Verkäufe: + 1.848.333; feat. Sia & Fetty Wap                                                                                   |
| 2016 | No Worries –                                                                 | — | — | — | — | — | — | Erstveröffentlichung: 15. April 2016 mit Disciples feat. Curtis Richa                                                                                                 |
| 2016 | This One’s for You –                                                         | DE1 Gold · (21 Wo.)DE | AT2 Gold · (19 Wo.)AT | CH1 Gold · (24 Wo.)CH | UK16 Gold · (18 Wo.)UK | US— GoldUS | FR1 Diamant · (29 Wo.)FR | Erstveröffentlichung: 13. Mai 2016 Verkäufe: + 1.828.333; feat. Zara Larsson                                                                                          |
| 2016 | Would I Lie to You Listen                                                    | DE2 Platin · (28 Wo.)DE | AT2 Gold · (23 Wo.)AT | CH24 (24 Wo.)CH | — | — | FR20 Gold · (19 Wo.)FR | Erstveröffentlichung: 30. September 2016 Verkäufe: + 631.666; mit Cedric Gervais & Chris Willis                                                                       |
| 2016 | Shed a Light Uncovered                                                       | DE6 Platin · (23 Wo.)DE | AT7 Gold · (21 Wo.)AT | CH19 (25 Wo.)CH | UK24 Gold · (16 Wo.)UK | — | FR44 Gold · (7 Wo.)FR | Erstveröffentlichung: 25. November 2016 Verkäufe: + 1.332.666; mit Robin Schulz feat. Cheat Codes                                                                     |
| 2017 | Light My Body Up –                                                           | DE33 (6 Wo.)DE | AT47 (1 Wo.)AT | CH39 (2 Wo.)CH | UK64 (2 Wo.)UK | — | FR92 (6 Wo.)FR | Erstveröffentlichung: 23. März 2017 feat. Nicki Minaj & Lil Wayne |
| 2017 | Another Life –                                                               | — | AT73 (1 Wo.)AT | CH65 (1 Wo.)CH | — | — | — | Erstveröffentlichung: 28. April 2017 mit Afrojack feat. Ester Dean |
| 2017 | 2U 7                                                                         | DE3 Platin · (19 Wo.)DE | AT2 Gold · (19 Wo.)AT | CH2 Platin · (23 Wo.)CH | UK5 Platin · (16 Wo.)UK | US16 Platin · (11 Wo.)US | FR10 Diamant · (30 Wo.)FR | Erstveröffentlichung: 9. Juni 2017 Verkäufe: + 3.348.333; feat. Justin Bieber                                                                                         |
| 2017 | Dirty Sexy Money 7 (UK Bonustracks)                                          | DE46 (4 Wo.)DE | AT46 (2 Wo.)AT | CH52 (2 Wo.)CH | UK35 Silber · (12 Wo.)UK | — | FR57 Gold · (22 Wo.)FR | Erstveröffentlichung: 2. November 2017 Verkäufe: + 366.666; mit Afrojack feat. Charli XCX & French Montana                                                            |
| 2017 | So Far Away 7 (UK Bonustracks)                                               | DE8 (24 Wo.)DE | AT12 Gold · (18 Wo.)AT | CH14 (26 Wo.)CH | UK81 (2 Wo.)UK | US— GoldUS | FR83 Gold · (16 Wo.)FR | Erstveröffentlichung: 1. Dezember 2017 Verkäufe: + 930.000; mit Martin Garrix feat. Jamie Scott & Romy Dya                                                            |
| 2018 | Mad Love Mad Love: The Prequel / 7 (UK Bonustracks)                          | DE10 Gold · (22 Wo.)DE | AT33 (13 Wo.)AT | CH36 (19 Wo.)CH | UK22 Gold · (16 Wo.)UK | — | FR33 Gold · (24 Wo.)FR | Erstveröffentlichung: 16. Februar 2018 Verkäufe: + 1.135.000; mit Sean Paul feat. Becky G                                                                             |
| 2018 | Like I Do 7                                                                  | DE23 Gold · (18 Wo.)DE | AT20 Gold · (13 Wo.)AT | CH22 (15 Wo.)CH | UK29 Gold · (15 Wo.)UK | US— GoldUS | FR31 Platin · (22 Wo.)FR | Erstveröffentlichung: 22. Februar 2018 Verkäufe: + 1.660.000; mit Martin Garrix & Brooks                                                                              |
| 2018 | Flames 7                                                                     | DE7 Platin · (31 Wo.)DE | AT7 Platin · (24 Wo.)AT | CH2 Gold · (38 Wo.)CH | UK7 ×2Doppelplatin · (28 Wo.)UK | — | FR10 Diamant · (41 Wo.)FR | Erstveröffentlichung: 22. März 2018 Verkäufe: + 2.878.333; mit Sia |
| 2018 | Your Love 7 (UK Bonustracks)                                                 | DE70 (1 Wo.)DE | — | CH53 (1 Wo.)CH | — | — | FR161 (2 Wo.)FR | Erstveröffentlichung: 14. Juni 2018 Verkäufe: + 25.000; mit Showtek                                                                                                   |
| 2018 | Don’t Leave Me Alone 7                                                       | DE32 (18 Wo.)DE | AT26 (16 Wo.)AT | CH43 (9 Wo.)CH | UK18 Gold · (11 Wo.)UK | US— GoldUS | FR45 Gold · (22 Wo.)FR | Erstveröffentlichung: 27. Juli 2018 Verkäufe: + 1.260.000; feat. Anne-Marie                                                                                           |
| 2018 | Goodbye 7                                                                    | DE47 (15 Wo.)DE | AT57 Gold · (10 Wo.)AT | CH50 (11 Wo.)CH | UK26 Gold · (15 Wo.)UK | US— GoldUS | FR93 Gold · (20 Wo.)FR | Erstveröffentlichung: 23. August 2018 Verkäufe: + 1.245.000; mit Jason Derulo feat. Nicki Minaj & Willy William                                                       |
| 2018 | Drive –                                                                      | — | — | — | — | — | FR— GoldFR | Erstveröffentlichung: 24. August 2018 Verkäufe: + 100.000; mit Black Coffee feat. Delilah Montagu                                                                     |
| 2018 | Ice Cold –                                                                   | — | — | — | — | — | — | Erstveröffentlichung: 12. Oktober 2018 mit Netsky |
| 2018 | Say My Name 7                                                                | DE30 Gold · (22 Wo.)DE | AT25 Gold · (20 Wo.)AT | CH14 (28 Wo.)CH | UK91 Silber · (2 Wo.)UK | US— PlatinUS | FR12 Diamant · (66 Wo.)FR | Erstveröffentlichung: 26. Oktober 2018 Verkäufe: + 2.238.333; feat. Bebe Rexha & J Balvin                                                                             |
| 2019 | Better When You’re Gone –                                                    | DE59 (3 Wo.)DE | AT70 (1 Wo.)AT | CH51 (1 Wo.)CH | — | — | FR150 (9 Wo.)FR | Erstveröffentlichung: 8. Februar 2019 mit Brooks & Loote |
| 2019 | Ring the Alarm –                                                             | — | — | — | — | — | — | Erstveröffentlichung: 15. Februar 2019 mit Nicky Romero |
| 2019 | This Ain’t Techno –                                                          | — | — | — | — | — | — | Erstveröffentlichung: 8. März 2019 mit Tom Staar |
| 2019 | Stay (Don’t Go Away) –                                                       | — | — | — | UK41 Silber · (9 Wo.)UK | — | FR155 Gold · (13 Wo.)FR | Erstveröffentlichung: 10. Mai 2019 Verkäufe: + 300.000; feat. Raye |
| 2019 | Instagram –                                                                  | DE29 Gold · (18 Wo.)DE | AT42 (12 Wo.)AT | CH53 Gold · (16 Wo.)CH | — | — | FR104 Gold · (15 Wo.)FR | Erstveröffentlichung: 5. Juli 2019 Verkäufe: + 650.000; mit Dimitri Vegas & Like Mike & Daddy Yankee feat. Afro Bros & Natti Natasha                                  |
| 2019 | Thing for You –                                                              | — | — | — | UK89 (5 Wo.)UK | — | — | Erstveröffentlichung: 12. Juli 2019 mit Martin Solveig |
| 2019 | Never Be Alone New Wave                                                      | — | — | CH69 (1 Wo.)CH | — | — | — | Erstveröffentlichung: 26. Juli 2019 mit Morten feat. Aloe Blacc |
| 2019 | Jump –                                                                       | — | — | — | — | — | — | Erstveröffentlichung: 3. Oktober 2019 mit Glowinthedark |
| 2019 | Make It to Heaven –                                                          | — | — | — | — | — | — | Erstveröffentlichung: 21. November 2019 mit Morten & Raye |
| 2020 | Detroit 3 AM –                                                               | — | — | — | — | — | — | Erstveröffentlichung: 6. März 2020 mit Morten |
| 2020 | Pa’ la cultura –                                                             | — | — | — | — | — | — | Erstveröffentlichung: 5. August 2020 mit Human(X) feat. Sofía Reyes, Abraham Mateo, De La Ghetto, Zion y Lennox, Manuel Turizo, Lalo Ebratt, Thalía & Maejor          |
| 2020 | Kill Me Slow (Vocal Rework) –                                                | — | — | — | — | — | — | Erstveröffentlichung: 7. August 2020 mit Morten |
| 2020 | Let’s Love –                                                                 | DE30 (21 Wo.)DE | AT55 (6 Wo.)AT | CH47 Platin · (11 Wo.)CH | UK53 (3 Wo.)UK | — | FR47 Platin · (25 Wo.)FR | Erstveröffentlichung: 11. September 2020 Verkäufe: + 425.000; mit Sia                                                                                                 |
| 2020 | Save My Life –                                                               | — | — | — | — | — | — | Erstveröffentlichung: 13. November 2020 mit Morten feat. Lovespeak |
| 2020 | Dreams –                                                                     | — | — | — | — | — | — | Erstveröffentlichung: 4. Dezember 2020 mit Morten feat. Lanie Gardner                                                                                                 |
| 2021 | Floating Through Space Music – Songs from and Inspired by the Motion Picture | DE56 (18 Wo.)DE | AT53 Gold · (13 Wo.)AT | CH32 (28 Wo.)CH | — | — | FR50 Platin · (26 Wo.)FR | Erstveröffentlichung: 4. Februar 2021 Verkäufe: + 215.000; mit Sia |
| 2021 | Big Bang                                                                     | DE95 (1 Wo.)DE | — | CH68 (1 Wo.)CH | UK53 (1 Wo.)UK | — | — | Erstveröffentlichung: 11. Februar 2021 mit Rita Ora & Imanbek feat. Gunna                                                                                             |
| 2021 | Bed Four for the Floor                                                       | DE34 Gold · (25 Wo.)DE | AT53 Platin · (17 Wo.)AT | CH43 Platin · (23 Wo.)CH | UK3 ×2Doppelplatin · (32 Wo.)UK | — | FR137 Gold · (7 Wo.)FR | Erstveröffentlichung 26. Februar 2021 Verkäufe: + 2.015.000; mit Joel Corry & Raye                                                                                    |
| 2021 | Hero –                                                                       | DE— aDE | — | — | — | — | FR192 (1 Wo.)FR | Erstveröffentlichung: 30. April 2021 mit Afrojack |
| 2021 | Get Together –                                                               | — | — | — | — | — | — | Erstveröffentlichung: 7. Mai 2021 feat. Rani/GAI/Devito |
| 2021 | Heartbreak Anthem –                                                          | DE57 (12 Wo.)DE | AT53 Gold · (5 Wo.)AT | CH51 (15 Wo.)CH | UK3 ×2Doppelplatin · (29 Wo.)UK | US— GoldUS | — | Erstveröffentlichung: 20. Mai 2021 Verkäufe: + 1.975.000; mit Galantis & Little Mix                                                                                   |
| 2021 | Shine Your Light –                                                           | DE— bDE | — | — | — | — | — | Erstveröffentlichung: 28. Mai 2021 mit Master KG feat. Akon |
| 2021 | Impossible –                                                                 | — | — | — | — | — | — | Erstveröffentlichung: 4. Juni 2021 mit Morten feat. John Martin |
| 2021 | Remember Only Honest on the Weekend                                          | DE— cDE | — | CH96 (1 Wo.)CH | UK3 ×3Dreifachplatin · (60 Wo.)UK | US— PlatinUS | — | Erstveröffentlichung: 18. Juni 2021 Verkäufe: + 3.245.000; mit Becky Hill                                                                                             |
| 2021 | If You Really Love Me (How Will I Know) –                                    | DE40 (17 Wo.)DE | AT39 Gold · (13 Wo.)AT | CH66 (4 Wo.)CH | UK27 Gold · (17 Wo.)UK | — | — | Erstveröffentlichung: 2. Juli 2021 Verkäufe: + 415.000; mit MistaJam & John Newman                                                                                    |
| 2021 | Family –                                                                     | DE— dDE | — | CH78 (1 Wo.)CH | — | — | — | Erstveröffentlichung: 29. Oktober 2021 feat. Bebe Rexha/Lune/Annalisa/Jimin X Jamie/Artik & Asti/Julie Bergan/Iza/Sofia Reyes, A Boogie wit da Hoodie & Ty Dolla Sign |
| 2021 | Alive Again –                                                                | — | — | — | — | — | — | Erstveröffentlichung: 3. Dezember 2021 mit Morten feat. Roland Clark                                                                                                  |
| 2021 | God Is a DJ –                                                                | — | — | — | — | — | — | Erstveröffentlichung: 10. Dezember 2021 vs. Faithless |
| 2022 | Permanence –                                                                 | — | — | — | — | — | — | Erstveröffentlichung: 7. Januar 2022 mit Morten |
| 2022 | Redrum –                                                                     | — | — | — | — | — | — | Erstveröffentlichung: 20. Januar 2022 mit Morten |
| 2022 | Silver Screen (Shower Scene) –                                               | — | — | — | — | — | — | Erstveröffentlichung: 23. Februar 2022 mit Felix da Housecat & Miss Kittin                                                                                            |
| 2022 | Trampoline –                                                                 | — | — | — | — | — | — | Erstveröffentlichung: 3. März 2022 mit Afrojack feat. Missy Elliot, Bia & Doechii                                                                                     |
| 2022 | What Would You Do? –                                                         | DE— eDE | — | — | UK21 Gold · (14 Wo.)UK | — | — | Erstveröffentlichung: 18. März 2022 mit Joel Corry & Bryson Tiller |
| 2022 | Crazy What Love Can Do –                                                     | DE26 Gold · (27 Wo.)DE | AT66 Platin · (8 Wo.)AT | CH29 ×2Doppelplatin · (31 Wo.)CH | UK5 ×2Doppelplatin · (35 Wo.)UK | — | FR47 Platin · (24 Wo.)FR | Erstveröffentlichung: 8. April 2022 Verkäufe: + 2.095.000; mit Becky Hill & Ella Henderson                                                                            |
| 2022 | The Drop –                                                                   | — | — | — | — | — | — | Erstveröffentlichung: 24. Juni 2022 mit Dimitri Vegas, Nicole Scherzinger & Aztek                                                                                     |
| 2022 | Family Affair (Dance For Me) –                                               | — | — | — | — | — | FR197 (1 Wo.)FR | Erstveröffentlichung: 15. Juli 2022 |
| 2022 | Take Me Back –                                                               | — | — | — | — | — | — | Erstveröffentlichung: 22. Juli 2022 mit Lewis Thompson feat. Kareen Lomax                                                                                             |
| 2022 | Satisfaction –                                                               | — | — | — | — | — | — | Erstveröffentlichung: 12. August 2022 Verkäufe: + 55.000; vs. Benny Benassi                                                                                           |
| 2022 | I’m Good (Blue) I’m Good (Blue) – The Complete Collection • Bebe             | DE1 ×3Dreifachgold · (102 Wo.)DE | AT1 ×4Vierfachplatin · (96 Wo.)AT | CH1 ×8Achtfachplatin · (123 Wo.)CH | UK1 ×3Dreifachplatin · (57 Wo.)UK | US4 ×2Doppelplatin · (48 Wo.)US | FR4 Diamant · (118 Wo.)FR | Erstveröffentlichung: 26. August 2022 Verkäufe: + 7.503.333; mit Bebe Rexha Original: Eiffel 65                                                                       |
| 2022 | Living Without You –                                                         | — | — | — | UK48 (10 Wo.)UK | — | — | Erstveröffentlichung: 2. September 2022 mit Sigala & Sam Ryder |
| 2022 | It’s Ours –                                                                  | — | — | — | — | — | — | Erstveröffentlichung: 14. Oktober 2022 mit Artbat & Idris Elba |
| 2022 | Element Episode 2                                                            | — | — | — | — | — | — | Erstveröffentlichung: 12. Oktober 2022 mit Morten |
| 2022 | You Can’t Change Me Episode 2                                                | — | — | — | — | — | — | Erstveröffentlichung: 4. November 2022 mit Morten feat. Raye |
| 2023 | Here We Go Again –                                                           | DE— fDE | — | CH99 (1 Wo.)CH | — | — | — | Erstveröffentlichung: 3. März 2023 mit Oliver Tree |
| 2023 | Baby Don’t Hurt Me Unhealthy (Super Unhealthy Edition)                       | DE9 Gold · (58 Wo.)DE | AT13 Platin · (43 Wo.)AT | CH6 ×3Dreifachplatin · (60 Wo.)CH | UK13 Platin · (22 Wo.)UK | US48 (14 Wo.)US | FR20 Diamant · (30 Wo.)FR | Erstveröffentlichung: 6. April 2023 Verkäufe: + 1.928.333; mit Anne-Marie & Coi Leray                                                                                 |
| 2023 | Be My Lover –                                                                | DE— gDE | — | CH— PlatinCH | — | — | FR152 Gold · (9 Wo.)FR | Erstveröffentlichung: 21. April 2023 Verkäufe: + 145.000; mit Hypaton feat. La Bouche                                                                                 |
| 2023 | One in a Million –                                                           | DE— hDE | — | — | UK79 (1 Wo.)UK | — | — | Erstveröffentlichung: 4. August 2023 mit Bebe Rexha |
| 2023 | Big FU –                                                                     | DE— iDE | — | — | — | — | — | Erstveröffentlichung: 27. Oktober 2023 mit Ayra Starr & Lil Durk |
| 2023 | When We Were Young (The Logical Song) –                                      | DE29 (14 Wo.)DE | AT62 (5 Wo.)AT | CH32 Platin · (13 Wo.)CH | UK51 Silber · (11 Wo.)UK | — | FR45 Platin · (25 Wo.)FR | Erstveröffentlichung: 10. November 2023 Verkäufe: + 550.000; feat. Kim Petras                                                                                         |
| 2024 | All Night Long –                                                             | DE— jDE | — | — | — | — | — | Erstveröffentlichung: 19. Januar 2024 mit Izzy Bizu & Kungs |
| 2024 | I Don’t Wanna Wait Artificial Paradise                                       | DE10 Gold · (42 Wo.)DE | AT8 Platin · (41 Wo.)AT | CH7 Gold · (57 Wo.)CH | UK19 Platin · (30 Wo.)UK | US96 (1 Wo.)US | FR13 Diamant · (34 Wo.)FR | Erstveröffentlichung: 5. April 2024 Verkäufe: + 1.783.333; mit OneRepublic                                                                                            |
| 2024 | Kill the Vibe –                                                              | — | — | — | — | — | — | Erstveröffentlichung: 31. Mai 2024 mit Morten & Prophecy |
| 2024 | Man in Finance –                                                             | DE83 (2 Wo.)DE | — | CH64 (1 Wo.)CH | UK89 (2 Wo.)UK | — | — | Erstveröffentlichung: 7. Juni 2024 mit Girl On Couch & Billen Ted |
| 2024 | Cry Baby –                                                                   | DE— kDE | — | — | UK49 Silber · (15 Wo.)UK | — | — | Erstveröffentlichung: 9. August 2024 Verkäufe: + 200.000; mit Clean Bandit & Anne-Marie                                                                               |
| 2024 | Never Going Home Tonight –                                                   | DE— lDE | — | CH77 (1 Wo.)CH | — | — | FR125 (7 Wo.)FR | Erstveröffentlichung: 6. September 2024 mit Alesso feat. Madison Love                                                                                                 |
| 2024 | Let’s Go –                                                                   | — | — | — | — | — | FR26 Platin · (31 Wo.)FR | Erstveröffentlichung: 4. Oktober 2024 Verkäufe: + 200.000; mit Jaden Bojsen & Sami Brielle                                                                            |
| 2024 | Forever Young –                                                              | DE10 (28 Wo.)DE | AT36 (9 Wo.)AT | CH34 Gold · (13 Wo.)CH | — | US90 (… Wo.)US | FR37 Platin · (30 Wo.)FR | Erstveröffentlichung: 18. Oktober 2024 Verkäufe: + 215.000; mit Alphaville & Ava Max                                                                                  |
| 2025 | Beautiful People –                                                           | DE34 (… Wo.)DE | AT73 (2 Wo.)AT | CH19 (… Wo.)CH | UK55 (17 Wo.)UK | — | FR42 Gold · (… Wo.)FR | Erstveröffentlichung: 7. März 2025 Verkäufe: + 100.000; feat. Sia |
| 2025 | Think of Me –                                                                | DE79 (1 Wo.)DE | — | — | — | — | — | Erstveröffentlichung: 2. Mai 2025 mit Hugel, Kehlani & Daecolm |
| 2025 | Together –                                                                   | — | — | — | — | — | FR69 (… Wo.)FR | Erstveröffentlichung: 4. Juli 2025 mit Hypaton & Bonnie Tyler |
| 2025 | Our Time –                                                                   | — | — | — | — | — | — | Erstveröffentlichung: 11. Juli 2025 mit Afrojack, Martin Garrix & Amél                                                                                                |
| Folgende Lieder erschienen nicht als Single, wurden aber durch das Album zum Download und Streaming bereitgestellt und konnten somit eine Platzierung erlangen: |                                                                              | | | | | | | |
| |                                                                              | | | | | | | |
| 2009 | Gettin’ Over One Love                                                        | — | — | — | UK41 (18 Wo.)UK | — | — | Charteinstieg: 10. August 2009 feat. Chris Willis |
| 2011 | Missing You One More Love                                                    | — | — | — | — | — | FR85 (2 Wo.)FR | Charteinstieg: 31. Januar 2011 feat. Novel |
| 2011 | Crank It Up Nothing but the Beat                                             | DE43 (3 Wo.)DE | — | — | UK96 (1 Wo.)UK | — | FR64 (2 Wo.)FR | Charteinstieg: 2. September 2014 feat. Akon |
| 2014 | Goodbye Friend Listen                                                        | DE93 (1 Wo.)DE | — | — | — | — | FR142 (1 Wo.)FR | Charteinstieg: 28. November 2014 feat. The Script |
| 2014 | I’ll Keep Loving You Listen                                                  | DE96 (1 Wo.)DE | — | — | — | — | FR144 (1 Wo.)FR | Charteinstieg: 28. November 2014 feat. Jaymes Young & Birdy |
| 2014 | Lift Me Up Listen                                                            | — | — | — | — | — | FR157 (1 Wo.)FR | Charteinstieg: 28. November 2014 feat. Nico & Vinz & Ladysmith Black Mambazo                                                                                          |
| 2014 | Listen                                                                       | DE85 (1 Wo.)DE | — | — | — | — | FR82 (2 Wo.)FR | Charteinstieg: 28. November 2014 Verkäufe: + 25.000; feat. John Legend                                                                                                |
| 2014 | No Money No Love Listen                                                      | DE94 (1 Wo.)DE | — | — | — | — | FR159 (1 Wo.)FR | Charteinstieg: 28. November 2014 mit Showtek feat. Elliphant & Ms. Dynamite                                                                                           |
| 2014 | The Whisperer Listen                                                         | — | — | — | — | — | FR96 (1 Wo.)FR | Charteinstieg: 28. November 2014 feat. Sia |
| 2018 | Battle 7                                                                     | — | — | CH80 (1 Wo.)CH | — | — | — | Charteinstieg: 21. September 2018 feat. Faouzia |

### Als Gastmusiker
| Jahr | Titel Album                                                 | Höchstplatzierung, Gesamtwochen, AuszeichnungChartplatzierungen (Jahr, Titel, Album, Platzierungen, Wochen, Auszeichnungen, Anmerkungen) | Höchstplatzierung, Gesamtwochen, AuszeichnungChartplatzierungen (Jahr, Titel, Album, Platzierungen, Wochen, Auszeichnungen, Anmerkungen) | Höchstplatzierung, Gesamtwochen, AuszeichnungChartplatzierungen (Jahr, Titel, Album, Platzierungen, Wochen, Auszeichnungen, Anmerkungen) | Höchstplatzierung, Gesamtwochen, AuszeichnungChartplatzierungen (Jahr, Titel, Album, Platzierungen, Wochen, Auszeichnungen, Anmerkungen) | Höchstplatzierung, Gesamtwochen, AuszeichnungChartplatzierungen (Jahr, Titel, Album, Platzierungen, Wochen, Auszeichnungen, Anmerkungen) | Höchstplatzierung, Gesamtwochen, AuszeichnungChartplatzierungen (Jahr, Titel, Album, Platzierungen, Wochen, Auszeichnungen, Anmerkungen) | Anmerkungen |
| Jahr | Titel Album                                                 | DE | AT | CH | UK | US | FR | Anmerkungen |
| --- | ----------------------------------------------------------- | --- | --- | --- | --- | --- | --- | --- |
| 2010 | Commander Here I Am / One More Love                         | DE16 (13 Wo.)DE | AT23 (14 Wo.)AT | CH46 (7 Wo.)CH | UK9 Gold · (20 Wo.)UK | — | — | Erstveröffentlichung: 17. Mai 2010 Kelly Rowland feat. David Guetta                                                   |
| 2010 | Club Can’t Handle Me Only One Flo (Part 1)                  | DE4 ×3Dreifachgold · (34 Wo.)DE | AT3 Platin · (25 Wo.)AT | CH3 Platin · (30 Wo.)CH | UK1 ×2Doppelplatin · (27 Wo.)UK | US9 ×3Dreifachplatin · (29 Wo.)US | FR72 (3 Wo.)FR | Erstveröffentlichung: 28. Juni 2010 Verkäufe: + 5.926.284; Flo Rida feat. David Guetta                                |
| 2011 | Sweat Doggumentary / Nothing but the Beat                   | DE2 ×3Dreifachgold · (46 Wo.)DE | AT1 ×2Doppelplatin · (36 Wo.)AT | CH2 Platin · (41 Wo.)CH | UK4 Platin · (31 Wo.)UK | — | FR1 (32 Wo.)FR | Erstveröffentlichung: 4. März 2011 Verkäufe: + 1.727.075; Snoop Dogg vs. David Guetta                                 |
| 2012 | Wild One Two Nothing but the Beat 2.0                       | DE65 (3 Wo.)DE | — | — | UK43 (2 Wo.)UK | — | — | Erstveröffentlichung: 3. April 2012 Jack Back feat. David Guetta, Nicky Romero & Sia                                  |
| 2012 | LaserLight Who You Are (Platinum Edition)                   | — | — | — | UK5 Gold · (18 Wo.)UK | — | — | Erstveröffentlichung: 4. Mai 2012 Verkäufe: + 435.000; Jessie J feat. David Guetta                                    |
| 2012 | Rest of My Life Ludaversal                                  | DE32 (8 Wo.)DE | AT25 (14 Wo.)AT | CH42 (2 Wo.)CH | UK41 (4 Wo.)UK | US72 (10 Wo.)US | FR152 (7 Wo.)FR | Erstveröffentlichung: 2. November 2012 Ludacris feat. Usher & David Guetta                                            |
| 2013 | Right Now Unapologetic                                      | DE43 (15 Wo.)DE | AT25 (12 Wo.)AT | CH32 (3 Wo.)CH | UK36 (2 Wo.)UK | US50 Gold · (9 Wo.)US | FR31 (32 Wo.)FR | Erstveröffentlichung: 28. Mai 2013 Rihanna feat. David Guetta                                                         |
| 2017 | Versace on the Floor XXIVK Magic                            | — | — | — | — | US33 Platin · (14 Wo.)US | — | Erstveröffentlichung: 27. Juni 2017 Bruno Mars vs. David Guetta                                                       |
| 2017 | Complicated –                                               | DE77 Gold · (13 Wo.)DE | AT51 (15 Wo.)AT | CH37 (12 Wo.)CH | — | — | — | Erstveröffentlichung: 28. Juli 2017 Verkäufe: + 250.000; vs. Dimitri Vegas & Like Mike feat. Kiiara                   |
| 2018 | Helium (Remix) –                                            | — | AT64 (1 Wo.)AT | CH43 (1 Wo.)CH | — | — | — | Erstveröffentlichung: 25. Januar 2018 Sia vs. David Guetta & Afrojack                                                 |
| 2018 | Voodoo Global Citizen – EP1                                 | — | — | — | — | — | — | Erstveröffentlichung: 29. November 2018 Stargate & Los Unidades feat. Tiwa Savage, Wizkid, Danny Ocean & David Guetta |
| 2022 | On Repeat Pink                                              | DE— mDE | — | — | — | — | — | Erstveröffentlichung: 6. Mai 2022 Verkäufe: + 100.000; Robin Schulz feat. David Guetta                                |
| 2022 | Don’t You Worry Elevation                                   | DE43 (15 Wo.)DE | AT12 Platin · (15 Wo.)AT | CH53 Gold · (16 Wo.)CH | — | — | FR14 Platin · (44 Wo.)FR | Erstveröffentlichung: 17. Juni 2022 Verkäufe: + 807.333; The Black Eyed Peas feat. David Guetta & Shakira             |
| 2023 | On My Love Venus                                            | DE80 (1 Wo.)DE | — | CH56 (1 Wo.)CH | UK15 Gold · (29 Wo.)UK | — | FR44 Platin · (21 Wo.)FR | Erstveröffentlichung: 14. September 2023 Verkäufe: + 640.000; Zara Larsson feat. David Guetta                         |
| 2023 | Vocation Cosmo                                              | — | — | — | — | — | — | Erstveröffentlichung: 16. November 2023 Verkäufe: + 30.000; Ozuna feat. David Guetta                                  |
| 2024 | Lighter –                                                   | — | — | — | UK78 (3 Wo.)UK | — | — | Erstveröffentlichung: 1. März 2024 Galantis feat. David Guetta & 5 Seconds of Summer                                  |
| 2024 | Feeling Good –                                              | DE— nDE | — | — | — | — | — | Erstveröffentlichung: 12. April 2024 Hypaton feat. David Guetta                                                       |
| Folgende Lieder erschienen nicht als Single, wurden aber durch das Album zum Download und Streaming bereitgestellt und konnten somit eine Platzierung erlangen: |                                                             | | | | | | | |
| |                                                             | | | | | | | |
| 2009 | Revolver (David Guetta's One Love Club Remix) One More Love | — | — | — | — | — | FR25 (40 Wo.)FR | Madonna feat. Lil Wayne Grammy Award for Best Remixed Recording, Non-Classical                                        |

## Musikvideos

### Als Leadmusiker
| Jahr | Titel                                                                   | Regie                              |
| ---- | ----------------------------------------------------------------------- | ---------------------------------- |
| 1991 | Nation Rap mit Sidney Duteil                                            |                                    |
| 2001 | Just a Little More Love feat. Chris Willis                              | Fabien Dufils                      |
| 2002 | Love Don’t Let Me Go feat. Chris Willis                                 | Olivier Boscovitch, Vincent Renaud |
| 2002 | People Come People Go feat. Chris Willis                                | Don Cameron                        |
| 2003 | Just for One Day (Heroes) mit David Bowie                               | Richard Fenwick                    |
| 2004 | Money feat. Chris Willis & Mone                                         | Nathalie Canguilhem                |
| 2004 | Stay feat. Chris Willis                                                 | Frédéric Grivois                   |
| 2004 | The World Is Mine feat. JD Davis                                        | Stuart Gosling                     |
| 2006 | Love Don’t Let Me Go (Walking Away) mit The Egg                         | Marcus Adams                       |
| 2007 | Love Is Gone feat. Chris Willis                                         | Denis Thybaud                      |
| 2007 | Baby When the Light feat. Cozi                                          | Denis Thybaud                      |
| 2008 | Delirious feat. Tara McDonald                                           | Denis Thybaud                      |
| 2008 | Tomorrow Can Wait mit Chris Willis & Tocadisco                          | Denis Thybaud                      |
| 2009 | Everytime We Touch mit Chris Willis, Steve Angello & Sebastian Ingrosso | Denis Thybaud                      |
| 2009 | When Love Takes Over feat. Kelly Rowland                                | Jonas Åkerlund                     |
| 2009 | Sexy Bitch feat. Akon                                                   | Stephen Schuster                   |
| 2009 | One Love feat. Estelle                                                  | Director X                         |
| 2010 | Memories feat. Kid Cudi                                                 | Keith Schofield                    |
| 2010 | Gettin’ Over You mit Chris Willis feat. Fergie & LMFAO                  | Rich Lee                           |
| 2010 | Who’s That Chick? feat. Rihanna                                         | Jonas Åkerlund                     |
| 2011 | Sweat mit Snoop Dogg                                                    | Dylan Brown                        |
| 2011 | Where Them Girls At feat. Flo Rida & Nicki Minaj                        | Dave Meyers                        |
| 2011 | Little Bad Girl feat. Taio Cruz & Ludacris                              | Dave Meyers                        |
| 2011 | Without You feat. Usher                                                 | Christopher Hewitt                 |
| 2011 | Titanium feat. Sia                                                      | David Wilson                       |
| 2012 | Turn Me On feat. Nicki Minaj                                            | Sanji Senaka                       |
| 2012 | The Alphabeat                                                           | So-Me                              |
| 2012 | I Can Only Imagine feat. Chris Brown & Lil Wayne                        | Colin Tilley                       |
| 2012 | She Wolf (Falling to Pieces) feat. Sia                                  | Hiro Murai                         |
| 2012 | Metropolis mit Nicky Romero                                             | Mr. Brainwash                      |
| 2012 | Just One Last Time feat. Taped Rai                                      | Colin Tilley                       |
| 2013 | Play Hard feat. Akon & Ne-Yo                                            | Andreas Nilsson                    |

### Als Gastmusiker
| Jahr | Titel                                               | Regie            |
| ---- | --------------------------------------------------- | ---------------- |
| 2010 | Wavin’ Flag K’naan feat. will.i.am & David Guetta   | Nabil            |
| 2010 | Commander Kelly Rowland feat. David Guetta          | Masashi Muto     |
| 2010 | Club Can’t Handle Me Flo Rida feat. David Guetta    | Marc Klasfeld    |
| 2012 | LaserLight Jessie J feat. David Guetta              | Emil Nava        |
| 2012 | Rest of My Life Ludacris feat. Usher & David Guetta | Christopher Sims |

## Autorenbeteiligungen und Produktionen
David Guetta als Autor (A) und Produzent (P) in den Charts

| Jahr | Titel Interpretation                                           | Höchstplatzierung, Gesamtwochen, AuszeichnungChartplatzierungen (Jahr, Titel, Interpretation, Platzierungen, Wochen, Auszeichnungen, Anmerkungen) | Höchstplatzierung, Gesamtwochen, AuszeichnungChartplatzierungen (Jahr, Titel, Interpretation, Platzierungen, Wochen, Auszeichnungen, Anmerkungen) | Höchstplatzierung, Gesamtwochen, AuszeichnungChartplatzierungen (Jahr, Titel, Interpretation, Platzierungen, Wochen, Auszeichnungen, Anmerkungen) | Höchstplatzierung, Gesamtwochen, AuszeichnungChartplatzierungen (Jahr, Titel, Interpretation, Platzierungen, Wochen, Auszeichnungen, Anmerkungen) | Höchstplatzierung, Gesamtwochen, AuszeichnungChartplatzierungen (Jahr, Titel, Interpretation, Platzierungen, Wochen, Auszeichnungen, Anmerkungen) | Höchstplatzierung, Gesamtwochen, AuszeichnungChartplatzierungen (Jahr, Titel, Interpretation, Platzierungen, Wochen, Auszeichnungen, Anmerkungen) | Anmerkungen                                                  |
| Jahr | Titel Interpretation                                           | DE | AT | CH | UK | US | FR | Anmerkungen                                                  |
| --- | -------------------------------------------------------------- | --- | --- | --- | --- | --- | --- | ------------------------------------------------------------ |
| 2009 | I Gotta Feeling A, P The Black Eyed Peas                       | DE3 ×3Dreifachgold · (95 Wo.)DE | AT1 Platin · (61 Wo.)AT | CH1 ×2Doppelplatin · (91 Wo.)CH | UK1 ×5Fünffachplatin · (78 Wo.)UK | US1 Diamant · (56 Wo.)US | FR2 Platin · (146 Wo.)FR | Erstveröffentlichung: 21. Mai 2009, Verkäufe: + 17.495.684   |
| 2010 | Rock That Body A, P The Black Eyed Peas                        | DE10 (15 Wo.)DE | AT7 (17 Wo.)AT | CH27 (12 Wo.)CH | UK11 Silber · (12 Wo.)UK | US9 (18 Wo.)US | FR7 (41 Wo.)FR | Erstveröffentlichung: 29. Januar 2010 Verkäufe: + 437.100    |
| 2010 | Acapella A, P Kelis                                            | DE21 (5 Wo.)DE | AT36 (5 Wo.)AT | CH61 (2 Wo.)CH | UK5 Silber · (15 Wo.)UK | — | — | Erstveröffentlichung: 7. Mai 2010 Verkäufe: + 200.000        |
| 2011 | Pass at Me A, P Timbaland feat. Pitbull                        | DE27 (6 Wo.)DE | — | — | UK40 (2 Wo.)UK | — | FR100 (1 Wo.)FR | Erstveröffentlichung: 13. September 2011                     |
| 2012 | Don’t Wake Me Up A, P Chris Brown                              | DE11 Gold · (23 Wo.)DE | AT1 Gold · (20 Wo.)AT | CH12 (25 Wo.)CH | UK2 Platin · (17 Wo.)UK | US10 ×2Doppelplatin · (28 Wo.)US | FR11 (36 Wo.)FR | Erstveröffentlichung: 18. Mai 2012 Verkäufe: + 3.318.900     |
| 2015 | One Last Time A Ariana Grande                                  | DE60 Gold · (16 Wo.)DE | AT55 Platin · (10 Wo.)AT | CH25 Gold · (22 Wo.)CH | UK2 ×3Dreifachplatin · (53 Wo.)UK | US13 ×4Vierfachplatin · (20 Wo.)US | FR10 Gold · (37 Wo.)FR | Erstveröffentlichung: 10. Februar 2015 Verkäufe: + 8.852.000 |
| 2015 | One Last Time (Attends-moi) A Ariana Grande feat. Kendji Girac | — | — | — | — | — | FR11 (2 Wo.)FR | Erstveröffentlichung: 16. Februar 2015                       |
| 2015 | Titanium A Madilyn Bailey                                      | — | — | — | — | — | FR13 (41 Wo.)FR | Erstveröffentlichung: 17. Juli 2015                          |
| 2015 | Summer 2015 A L.E.J.                                           | — | — | — | — | — | FR1 (39 Wo.)FR | Erstveröffentlichung: 21. August 2015                        |
| Folgende Lieder erschienen nicht als Single, wurden aber durch das Album zum Download und Streaming bereitgestellt und konnten somit eine Platzierung erlangen: |                                                                | | | | | | |                                                              |
| |                                                                | | | | | | |                                                              |
| 2012 | Without You A Rüdiger Skoczowsky                               | DE80 (1 Wo.)DE | — | — | — | — | — | Charteinstieg: 20. Januar 2012                               |
| 2012 | Without You A Thomas Mignot                                    | — | — | — | — | — | FR96 (3 Wo.)FR | Charteinstieg: 14. April 2012                                |
| 2012 | Phresh Out the Runway A, P Rihanna                             | — | — | — | — | — | FR185 (1 Wo.)FR | Charteinstieg: 1. Dezember 2012                              |
| 2013 | It Should Be Easy A, P Britney Spears feat. will.i.am          | — | — | CH71 (1 Wo.)CH | — | — | FR121 (1 Wo.)FR | Charteinstieg: 15. Dezember 2013                             |
| 2015 | World Championship Finale 2 A The Barden Bellas                | DE78 (1 Wo.)DE | AT52 (1 Wo.)AT | — | — | — | — | Charteinstieg: 22. Mai 2015                                  |

## Boxsets
| Jahr | Titel                              | Höchstplatzierung, Gesamtwochen, AuszeichnungChartplatzierungen (Jahr, Titel, Platzierungen, Wochen, Auszeichnungen, Anmerkungen) | Höchstplatzierung, Gesamtwochen, AuszeichnungChartplatzierungen (Jahr, Titel, Platzierungen, Wochen, Auszeichnungen, Anmerkungen) | Höchstplatzierung, Gesamtwochen, AuszeichnungChartplatzierungen (Jahr, Titel, Platzierungen, Wochen, Auszeichnungen, Anmerkungen) | Höchstplatzierung, Gesamtwochen, AuszeichnungChartplatzierungen (Jahr, Titel, Platzierungen, Wochen, Auszeichnungen, Anmerkungen) | Höchstplatzierung, Gesamtwochen, AuszeichnungChartplatzierungen (Jahr, Titel, Platzierungen, Wochen, Auszeichnungen, Anmerkungen) | Höchstplatzierung, Gesamtwochen, AuszeichnungChartplatzierungen (Jahr, Titel, Platzierungen, Wochen, Auszeichnungen, Anmerkungen) | Anmerkungen                              |
| Jahr | Titel                              | DE | AT | CH | UK | US | FR | Anmerkungen                              |
| ---- | ---------------------------------- | --- | --- | --- | --- | --- | --- | ---------------------------------------- |
| 2009 | Pop Life / Guetta Blaster          | — | — | — | — | — | FR135 (5 Wo.)FR | Erstveröffentlichung: 11. September 2009 |
| 2011 | Just a Little More Love / Pop Life | — | — | — | — | — | FR114 (3 Wo.)FR | Erstveröffentlichung: 28. März 2011      |
| 2014 | Original Album Series              | — | — | — | — | — | FR135 (5 Wo.)FR | Erstveröffentlichung: 20. Oktober 2014   |

## Promoveröffentlichungen
Promo-Singles

| Jahr | Titel Album                             | Höchstplatzierung, Gesamtwochen, AuszeichnungChartplatzierungen (Jahr, Titel, Album, Platzierungen, Wochen, Auszeichnungen, Anmerkungen) | Höchstplatzierung, Gesamtwochen, AuszeichnungChartplatzierungen (Jahr, Titel, Album, Platzierungen, Wochen, Auszeichnungen, Anmerkungen) | Höchstplatzierung, Gesamtwochen, AuszeichnungChartplatzierungen (Jahr, Titel, Album, Platzierungen, Wochen, Auszeichnungen, Anmerkungen) | Höchstplatzierung, Gesamtwochen, AuszeichnungChartplatzierungen (Jahr, Titel, Album, Platzierungen, Wochen, Auszeichnungen, Anmerkungen) | Höchstplatzierung, Gesamtwochen, AuszeichnungChartplatzierungen (Jahr, Titel, Album, Platzierungen, Wochen, Auszeichnungen, Anmerkungen) | Höchstplatzierung, Gesamtwochen, AuszeichnungChartplatzierungen (Jahr, Titel, Album, Platzierungen, Wochen, Auszeichnungen, Anmerkungen) | Anmerkungen                                                                              |
| Jahr | Titel Album                             | DE | AT | CH | UK | US | FR | Anmerkungen                                                                              |
| ---- | --------------------------------------- | --- | --- | --- | --- | --- | --- | ---------------------------------------------------------------------------------------- |
| 2010 | Louder Than Words One More Love         | DE39 (3 Wo.)DE | AT35 (3 Wo.)AT | — | — | — | — | Erstveröffentlichung: 30. Juli 2010 mit Afrojack feat. Niles Mason                       |
| 2011 | Lunar Nothing but the Beat              | DE84 (1 Wo.)DE | AT58 (1 Wo.)AT | — | UK90 (1 Wo.)UK | — | FR50 (2 Wo.)FR | Erstveröffentlichung: 15. August 2011 feat. Afrojack                                     |
| 2011 | Night of Your Life Nothing but the Beat | DE12 (12 Wo.)DE | AT7 (8 Wo.)AT | CH24 (1 Wo.)CH | UK35 (2 Wo.)UK | US81 (1 Wo.)US | FR27 (2 Wo.)FR | Erstveröffentlichung: 22. August 2011 feat. Jennifer Hudson                              |
| 2012 | The Alphabeat Nothing but the Beat      | DE85 (1 Wo.)DE | AT57 (1 Wo.)AT | — | — | — | FR44 (14 Wo.)FR | Erstveröffentlichung: 23. März 2012                                                      |
| 2012 | Metropolis Nothing but the Beat 2.0     | — | — | — | — | — | FR41 (12 Wo.)FR | Erstveröffentlichung: 22. Juni 2012 mit Nicky Romero                                     |
| 2015 | Clap Your Hands Listen Again            | — | — | — | — | — | FR166 (1 Wo.)FR | Erstveröffentlichung: 2. Oktober 2015 mit GlowInTheDark; co-produziert von Martin Garrix |

## Sonderveröffentlichungen

### Remixe
| - 2002: Kylie Minogue – Love at First Sight - 2002: Cassius – The Sound of Violence - 2003: Geyster – Bye Bye Superman - 2003: Saffron Hill – My Love Is Always - 2005: Eurythmics – I’ve Got a Life - 2005: Africanism All Stars feat. Ben Onono – Summer Moon - 2005: Culture Club – Miss Me Blind - 2005: Juliet – Avalon - 2006: Bob Sinclar feat. Steve Edwards – World, Hold On (Children of the Sky) - 2006: Cerrone feat. She Belle – Supernature - 2006: Benny Benassi – Who’s Your Daddy? - 2006: Steve Bug – At The Moment - 2007: Logic – Save My Soul - 2007: Kylie Minogue – Wow - 2007: David Guetta feat. Cozi – Baby When the Light - 2008: Sharam feat. Daniel Bedingfield – The One - 2009: The Black Eyed Peas – I Gotta Feeling (David Guetta FMIF Remix) - 2009: Calvin Harris – Flashback - 2009: The Black Eyed Peas – Boom Boom Guetta - 2009: Madonna feat. Akon – Celebration - 2009: Madonna – Revolver - 2010: Robbie Rivera – Rock the Disco - 2010: Kelly Rowland feat. David Guetta – Commander - 2010: Flo Rida feat. David Guetta – Club Can’t Handle Me - 2010: David Guetta feat. Rihanna – Who’s That Chick? (FMIF Remix) - 2010: David Guetta feat. Kid Cudi – Memories (F*** Me I’m Famous Mix) - 2010: K’naan – Wavin’ Flag (mit will.i.am) - 2010: The Black Eyed Peas – The Time (Dirty Bit) - 2011: Martin Solveig feat. Dragonette – Hello - 2011: Snoop Dogg – Wet - 2011: Snoop Dogg – Sweat (David Guetta & Afrojack Dub Mix, mit Afrojack) - 2011: Nadia Ali – Rapture (Fuck Me I’m Famous Mix) - 2012: Daddy’s Groove – Turn the Lights Down - 2012: David Guetta feat. Nicki Minaj – Turn Me On (mit Laidback Luke) - 2012: David Guetta feat. Chris Brown & Lil Wayne – I Can Only Imagine (mit Daddy’s Groove) - 2013: Armin van Buuren feat. Trevor Guthrie – This Is What It Feels Like - 2013: Empire of the Sun – Alive - 2013: Passenger – Let Her Go - 2014: Avicii – Addicted to You - 2014: Afrojack feat. Wrabel – Ten Feet Tall - 2014: David Guetta feat. Sam Martin – Dangerous (David Guetta Banging Remix) - 2016: Fat Joe & Remy Ma feat. French Montana & Infrared – All the Way Up (mit GlowInTheDark) | - 2016: Steve Aoki feat. Rich The Kid & ILoveMakonnen – How Else - 2017: Charlie Puth – Attention - 2018: MC Fioti, J Balvin, Stefflon Don, Juan Magán – Bum Bum Tam Tam - 2018: David Guetta & Sia – Flames - 2018: Lenny Kravitz – Low - 2018: David Guetta feat. Anne-Marie – Don’t Leave Me Alone - 2018: Martin Garrix feat. Khalid – Ocean - 2018: Fred Rister feat. Sam Martin & Chris Willis – I Want A Miracle - 2018: David Guetta feat. Chris Willis – Just a Little More Love (Jack Back 2018 Remix) - 2018: Calvin Harris feat. Sam Smith – Promises - 2018: Black Coffee & David Guetta – Drive - 2019: Bebe Rexha – Last Hurrah - 2019: David Guetta feat. Raye – Stay (Don’t Go Away) (mit R3hab) - 2019: Avicii feat. Chris Martin – Heaven (mit Morten) - 2019: David Guetta & Martin Solveig – Thing for You - 2020: David Guetta & Sia – Let’s Love (David Guetta & Morten Future Rave Remix, mit Morten) - 2021: David Guetta feat. Kid Cudi – Memories (2021 Remix) - 2021: Jason Derulo feat. Adam Levine – Lifestyle (David Guetta Slap House Mix) - 2021: Joel Corry, Raye & David Guetta – Bed (David Guetta Festival Mix) - 2021: Shouse – Love Tonight (David Guetta Remix) - 2021: Becky Hill & David Guetta – Remember (David Guetta VIP Remix) - 2021: David Guetta, MistaJam & John Newman – If You Really Love Me (How Will I Know) - 2021: David Guetta & Morten feat. Sia – Titanium (David Guetta & Morten Future Rave Remix) - 2021: Farruko – Pepas - 2021: Coldplay & BTS – My Universe - 2021: Oxia – Domino - 2022: Kodak Black – Super Gremlin (David Guetta Trap House Mix) - 2022: Joel Corry & David Guetta feat. Bryson Tiller – What Would You Do (David Guetta Festival Mix) - 2022: Goya Menor & Nektunez – Ameno Amapiano (You Wanna Bamba) - 2022: Megan Thee Stallion & Dua Lipa – Sweetest Pie (David Guetta Dance Remix) - 2022: Megan Thee Stallion & Dua Lipa – Sweetest Pie (David Guetta Festival Mix) - 2022: Kavinsky – Cameo - 2022: David Guetta, Becky Hill & Ella Henderson – Crazy What Love Can Do (mit James Hype) - 2022: LF System – Afraid to Feel (mit Dyro) - 2022: The Black Eyed Peas, Shakira & David Guetta – Don’t You Worry (mit DJs From Mars) |

### DJ-Mixe
| Jahr | Titel Musiklabel                                                    | Höchstplatzierung, Gesamtwochen, AuszeichnungChartplatzierungen (Jahr, Titel, Musiklabel, Platzierungen, Wochen, Auszeichnungen, Anmerkungen) | Höchstplatzierung, Gesamtwochen, AuszeichnungChartplatzierungen (Jahr, Titel, Musiklabel, Platzierungen, Wochen, Auszeichnungen, Anmerkungen) | Höchstplatzierung, Gesamtwochen, AuszeichnungChartplatzierungen (Jahr, Titel, Musiklabel, Platzierungen, Wochen, Auszeichnungen, Anmerkungen) | Höchstplatzierung, Gesamtwochen, AuszeichnungChartplatzierungen (Jahr, Titel, Musiklabel, Platzierungen, Wochen, Auszeichnungen, Anmerkungen) | Höchstplatzierung, Gesamtwochen, AuszeichnungChartplatzierungen (Jahr, Titel, Musiklabel, Platzierungen, Wochen, Auszeichnungen, Anmerkungen) | Höchstplatzierung, Gesamtwochen, AuszeichnungChartplatzierungen (Jahr, Titel, Musiklabel, Platzierungen, Wochen, Auszeichnungen, Anmerkungen) | Anmerkungen                                          |
| Jahr | Titel Musiklabel                                                    | DE | AT | CH | UK | US | FR | Anmerkungen                                          |
| ---- | ------------------------------------------------------------------- | --- | --- | --- | --- | --- | --- | ---------------------------------------------------- |
| 2003 | Fuck Me I’m Famous Ministry of Sound                                | — | — | CH82 (1 Wo.)CH | — | — | — | Erstveröffentlichung: 1. Juli 2003 mit Cathy Guetta  |
| 2005 | Fuck Me I’m Famous Vol. 2 Gum Records (EMI)                         | — | — | — | — | — | — | Erstveröffentlichung: 18. Juli 2005 mit Cathy Guetta |
| 2006 | Fuck Me I’m Famous – Ibiza Mix 06 Gum Records (EMI)                 | — | — | — | — | — | — | Erstveröffentlichung: 26. Juni 2006 mit Cathy Guetta |
| 2008 | Fuck Me I’m Famous – Ibiza Mix 08 Gum Records (EMI)                 | — | — | — | — | — | FR8 Gold · (1 Wo.)FR | Erstveröffentlichung: 16. Juni 2008 mit Cathy Guetta |
| 2008 | Fuck Me I’m Famous – International Vol. 2 Ministry of Sound         | — | — | CH6 o (11 Wo.)CH | — | — | — | Erstveröffentlichung: 18. Juli 2008 mit Cathy Guetta |
| 2009 | Fuck Me I’m Famous – Ibiza Mix 2009 Gum Records (EMI)               | DE22 o (4 Wo.)DE | AT9 o (12 Wo.)AT | — | — | — | FR— GoldFR | Erstveröffentlichung: 26. Juni 2009 mit Cathy Guetta |
| 2010 | Fuck Me I’m Famous – Ibiza Mix 2010 Gum Records (EMI)               | DE18 o (10 Wo.)DE | AT19 (14 Wo.)AT | CH6 o (16 Wo.)CH | — | — | — | Erstveröffentlichung: 4. Juni 2010 mit Cathy Guetta  |
| 2011 | Fuck Me I’m Famous – Ibiza Mix 2011 Gum Records (EMI)               | DE16 o (6 Wo.)DE | AT17 (6 Wo.)AT | CH2 o (10 Wo.)CH | — | — | FR3 Gold · (16 Wo.)FR | Erstveröffentlichung: 17. Juni 2011 mit Cathy Guetta |
| 2012 | Cathy & David Guetta Present FMIF! Ibiza Mix 2012 Gum Records (EMI) | DE10 o (5 Wo.)DE | AT13 (9 Wo.)AT | CH2 o (8 Wo.)CH | — | — | FR5 (14 Wo.)FR | Erstveröffentlichung: 29. Juni 2012 mit Cathy Guetta |
| 2013 | Cathy & David Guetta Present FMIF! Ibiza Mix 2013 Gum Records (WMG) | DE12 o (4 Wo.)DE | AT14 (4 Wo.)AT | CH2 o (4 Wo.)CH | — | — | FR11 (14 Wo.)FR | Erstveröffentlichung: 21. Juni 2013 mit Cathy Guetta |

## Statistik

### Chartauswertung
|                     | DE    | AT     | CH     | UK    | US    | FR     |
| ------------------- | ----- | ------ | ------ | ----- | ----- | ------ |
| Nummer-eins-Alben   | DE1DE | AT1AT  | CH1CH  | UK—UK | US—US | FR2FR  |
| Top-10-Alben        | DE5DE | AT5AT  | CH10CH | UK4UK | US2US | FR9FR  |
| Alben in den Charts | DE9DE | AT11AT | CH15CH | UK6UK | US6US | FR15FR |

|                       | DE     | AT     | CH     | UK     | US     | FR     |
| --------------------- | ------ | ------ | ------ | ------ | ------ | ------ |
| Nummer-eins-Singles   | DE5DE  | AT5AT  | CH4CH  | UK7UK  | US—US  | FR4FR  |
| Top-10-Singles        | DE27DE | AT27AT | CH23CH | UK29UK | US7US  | FR27FR |
| Singles in den Charts | DE78DE | AT67AT | CH83CH | UK76UK | US26US | FR89FR |

### Auszeichnungen für Musikverkäufe
| Land/RegionAuszeichnungen für Musikverkäufe (Land/Region, Auszeichnungen, Verkäufe, Quellen) | Silber       | Gold         | Platin         | Diamant       | Verkäufe    | Quellen                                                   |
| -------------------------------------------------------------------------------------------- | ------------ | ------------ | -------------- | ------------- | ----------- | --------------------------------------------------------- |
| Australien (ARIA)                                                                            | —            | 5× Gold5     | 98× Platin98   | —             | 7.035.000   | aria.com.au                                               |
| Belgien (BRMA)                                                                               | —            | 19× Gold19   | 18× Platin18   | —             | 895.000     | ultratop.be                                               |
| Brasilien (PMB)                                                                              | —            | 4× Gold4     | 12× Platin12   | 2× Diamant2   | 1.150.000   | pro-musicabr.org.br                                       |
| Dänemark (IFPI)                                                                              | —            | 18× Gold18   | 40× Platin40   | —             | 2.175.000   | ifpi.dk                                                   |
| Deutschland (BVMI)                                                                           | —            | 27× Gold27   | 27× Platin27   | —             | 14.450.000  | musikindustrie.de                                         |
| Europa (IFPI)                                                                                | —            | —            | 2× Platin2     | —             | (2.000.000) | ifpi.org (Memento vom 1. Januar 2014 im Internet Archive) |
| Finnland (IFPI)                                                                              | —            | 5× Gold5     | —              | —             | 36.071      | ifpi.fi FI2 FI3                                           |
| Frankreich (SNEP)                                                                            | Silber1      | 28× Gold28   | 15× Platin15   | 12× Diamant12 | 10.956.795  | infodisc.fr snepmusique.com                               |
| Golf-Kooperationsrat (IFPI)                                                                  | —            | —            | Platin1        | —             | 6.000       | ifpi.org                                                  |
| Griechenland (IFPI)                                                                          | —            | 2× Gold2     | 2× Platin2     | —             | 60.000      | Einzelnachweise                                           |
| Irland (IRMA)                                                                                | —            | Gold1        | Platin1        | —             | 22.500      | irishcharts.ie                                            |
| Italien (FIMI)                                                                               | —            | 17× Gold17   | 66× Platin66   | —             | 4.070.000   | fimi.it                                                   |
| Japan (RIAJ)                                                                                 | —            | 5× Gold5     | Platin1        | —             | 750.000     | riaj.or.jp                                                |
| Kanada (MC)                                                                                  | —            | 8× Gold8     | 44× Platin44   | Diamant1      | 4.200.000   | musiccanada.com                                           |
| Mexiko (AMPROFON)                                                                            | —            | 7× Gold7     | 9× Platin9     | —             | 830.000     | amprofon.com.mx                                           |
| Neuseeland (RMNZ)                                                                            | —            | 15× Gold15   | 60× Platin60   | —             | 1.635.000   | aotearoamusiccharts.co.nz NZ2 NZ3                         |
| Niederlande (NVPI)                                                                           | —            | Gold1        | 3× Platin3     | —             | 150.000     | nvpi.nl                                                   |
| Norwegen (IFPI)                                                                              | —            | 2× Gold2     | 17× Platin17   | —             | 960.000     | ifpi.no NO2                                               |
| Österreich (IFPI)                                                                            | —            | 25× Gold25   | 23× Platin23   | —             | 1.047.500   | ifpi.at                                                   |
| Polen (ZPAV)                                                                                 | —            | 9× Gold9     | 35× Platin35   | Diamant1      | 1.910.000   | olis.pl                                                   |
| Portugal (AFP)                                                                               | —            | 9× Gold9     | 12× Platin12   | —             | 175.000     | Einzelnachweise                                           |
| Russland (NFPF)                                                                              | —            | 2× Gold2     | Platin1        | —             | 40.000      | 2m-online.ru                                              |
| Schweden (IFPI)                                                                              | —            | 5× Gold5     | 32× Platin32   | —             | 1.600.000   | sverigetopplistan.se                                      |
| Schweiz (IFPI)                                                                               | —            | 12× Gold12   | 42× Platin42   | —             | 1.215.000   | hitparade.ch                                              |
| Singapur (RIAS)                                                                              | —            | 2× Gold2     | —              | —             | 10.000      | rias.org.sg                                               |
| Spanien (Promusicae)                                                                         | —            | 22× Gold22   | 41× Platin41   | —             | 2.490.000   | elportaldemusica.es ES3                                   |
| Südkorea (KMCA)                                                                              | —            | —            | —              | —             | 602.693     | Einzelnachweise                                           |
| Ungarn (MAHASZ)                                                                              | —            | 2× Gold2     | 3× Platin3     | —             | 21.000      | slagerlistak.hu                                           |
| Venezuela (APFV)                                                                             | —            | Gold1        | —              | —             | 5.000       | Einzelnachweise                                           |
| Vereinigte Staaten (RIAA)                                                                    | —            | 12× Gold12   | 34× Platin34   | Diamant1      | 52.678.000  | riaa.com                                                  |
| Vereinigtes Königreich (BPI)                                                                 | 11× Silber11 | 16× Gold16   | 63× Platin63   | —             | 43.320.000  | bpi.co.uk                                                 |
| Insgesamt                                                                                    | 10× Silber10 | 280× Gold280 | 702× Platin702 | 17× Diamant17 |             |                                                           |